# بنتوسوريا
بنتوسوريا (بالإنجليزية: Pentosuria)‏ هي حالة يظهر فيها سكر الكسيليتول، وهو سكر أحادي يحتوي على خمس ذرات كربون، في البول بتركيزات عالية بشكل غير عادي. تم وصفه بأنه حيود في استقلاب الكربوهيدرات في عام 1908. ويرتبط مع نقص في إنزيم L-xylulose reductase، وهو ضروري لعملية أيض الإكسيليتول. L- Xylulose هو سكر مختزل، لذلك قد يعطي تشخيصًا خاطئًا لمرض السكري، حيث يوجد بتركيزات عالية في البول. ومع ذلك فإن استقلاب الجلوكوز أمر طبيعي لدى الأشخاص المصابين بالبنتوسوريا، وهم ليسوا مصابين بالسكري. المرضى الذين يعانون من البنتوسوريا لديهم تركيز منخفض من السكر في الدم. باستخدام كلا" من بلورات فينيل بنتازازون، وتفاعل الفلوغلوسين، وطيف الامتصاص، من الممكن إعادة البنتوز كمادة مختزلة مرة أخرى في البول، لمن يعانون من البنتوسوريا.
أظهرت الأبحاث أن البنتوسوريا يظهر في 3 أشكال. وأكثر الدراسات انتشارا هي على البينتوسوريا الأساسية، حيث يتم افراز بضع جرامات من L-xylusol في الجسم يوميًا. انزيم ال L-xylulose reductase الواردة في خلايا الدم الحمراء، يتكون من كلا من ال ايزوزيم الرئيسية والثانوية. بالنسبة لأولئك الذين تم تشخيص إصابتهم البنتوسوريا الأساسي، يتضح أن الإيزوزيم الرئيسي هو نفس الإيزوزيم الثانوي. أما البنتوسوريا الهضمي يكتسب من خلال الفواكه الغنية بالبنتوز. أخيرًا، من الممكن اكتساب البنتوسوريا المستحثة بالعقاقير للأشخاص المعرضين للمورفين والحمى والحساسية وبعض الهرمونات.
أولئك الذين تم تشخيص إصابتهم بالبنتوسوريا هم في الغالب من أصول يهودية. ومع ذلك، فهو عيب غير ضار، وليس هناك حاجة إلى علاجه.